# 정석규 (프로듀서)
정석규(1953년 ~ )은 의 대한민국의 KBS 프로듀서이다. 입사 초기 행정일로 근무하다 1984년 KBS 프로듀서(PD)가 되었다.

## 경력
- 1977년 KBS 입사

## 주요 연출작
- KBS 바둑왕전 책임프로듀서(CP)
- TV 바둑 아시아 선수권대회 책임프로듀서(CP)
- 동양증권배 세계 바둑 선수권 대회 책임프로듀서(CP)
- 삼성화재배 세계바둑선수권대회 책임프로듀서(CP)
- 보해배 세계여자바둑선수권  책임프로듀서(CP)
- 아침마당
- 6시 내고향
- 생방송 심야토론
- 문화가 산책
- TV쇼 진품명품
- KBS 1TV 디지털 2000,벤처로 간다

## 수상
- 1999년 바둑문화상 공로상 수상(KBS 바둑왕전 책임프로듀서(CP))